# (15294) Underwood
(15294) Underwood (1991 VD5) – planetoida z pasa głównego asteroid okrążająca Słońce w ciągu 3,17 lat w średniej odległości 2,16 j.a. Odkryta 7 listopada 1991 roku.